# Tinissa poliophasma
Tinissa poliophasma är en fjärilsart som beskrevs av Bradley 1965. Tinissa poliophasma ingår i släktet Tinissa och familjen äkta malar.
Artens utbredningsområde är Uganda. Inga underarter finns listade i Catalogue of Life.